# William A. Reeder

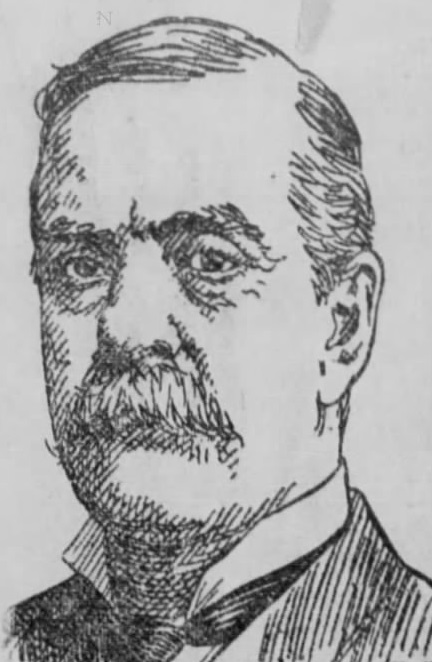
William A. Reeder

William Augustus Reeder (* 28. August 1849 bei Shippensburg, Cumberland County, Pennsylvania; † 7. November 1929 in Beverly Hills, Kalifornien) war ein US-amerikanischer Politiker. Zwischen 1899 und 1911 vertrat er den sechsten Wahlbezirk des Bundesstaates Kansas im US-Repräsentantenhaus.

## Werdegang
Im Jahr 1853 zog William Reeder mit seinen Eltern nach Ipava im Fulton County in Illinois. Dort besuchte er die öffentlichen Schulen. Zwischen 1863 und 1871 unterrichtete er in Illinois selbst als Lehrer. 1871 zog er nach Beloit im Mitchell County in Kansas. Dort war er von 1871 bis 1879 Hauptlehrer an den öffentlichen Schulen. Nach einem weiteren Umzug im Jahr 1880 nach Logan im Phillips County wurde er im Bankgewerbe tätig. Zwischen 1891 und 1901 interessierte er sich auch für die Landwirtschaft und hier besonders für den Ackerbau mit Hilfe von Bewässerungsanlagen.
Politisch war Reeder Mitglied der Republikanischen Partei. 1898 wurde er als deren Kandidat im sechsten Distrikt von Kansas in das US-Repräsentantenhaus in Washington, D.C. gewählt, wo er am 4. März 1899 die Nachfolge von Nelson B. McCormick antrat. Nach fünf Wiederwahlen konnte Reeder bis zum 3. März 1911 sechs Legislaturperioden im Kongress absolvieren. Zwischen 1901 und 1907 war er Vorsitzender des Committee on Mileage, von 1907 bis 1911 war er Mitglied des Bewässerungsausschusses. Im Jahr 1910 wurde Reeder von seiner Partei nicht mehr für eine weitere Amtszeit nominiert.
Noch im Jahr 1911 zog er zunächst nach Los Angeles und dann im Jahr 1913 nach Beverly Hills. Dort war er bis 1926 im Bank- und Immobiliengeschäft tätig. William Reeder starb am 7. November 1929 in Beverly Hills und wurde auf dem Hollywood Cemetery beigesetzt.